# 허인범
허인범(1984년 12월 11일 ~ )은 대한민국의 배우이다

## 학력
- 세종대학교 영화예술학과

## 출연작

### 영화
- 《챔피언》 (2018년) - 돌잔치 아빠 역
- 《청춘학당: 풍기문란 보쌈 야사》 (2014년) - 오복 역
- 《오프라인》 (2008년) - 용덕 역

### 드라마 & 시트콤
- 《싸인》 (2011년, SBS)
- 《나도, 꽃!》 (2011년, MBC)
- 《청춘예찬》 (2009년, KBS1) - 깡통 역
- 《코끼리》 (2008년, MBC)
- 《세잎클로버》 (2005년, SBS)
- 《해신》 (2004년, KBS2) - 순종 아역
- 《상두야, 학교가자》 (2003년, KBS2)
- 《올인》 (2003년, SBS) - 우용태 아역
- 《네 멋대로 해라》 (2002년, MBC) - 꼬붕이 역
- 《드라마시티 - 아름다운 청춘》 (2002년, KBS2)

### 광고
- 롯데리아
- 와일드바디 (변희봉, 전혜진과 함께 출연)
- 엔요